# Primera comunión (película)
Primera comunión es una película de drama estrenada en 1969 dirigida por Alberto Mariscal. Está protagonizada por David Reynoso, Gloria Marín, Begoña Palacios y Julián Bravo.

## Trama
Un niño de condiciones muy humildes anhela hacer su primera comunión, pero las circunstancias no se lo permiten hasta que, después de un trágico accidente, Paco Malgesto y un grupo de personas lo ayudan a realizar su gran sueño.

## Reparto
- David Reynoso
- Gloria Marín
- Begoña Palacios
- Ángel Garasa
- Julián Pastor
- Julián Bravo como Pedro
- Paco Malgesto
- Lucy Buj
- Eric del Castillo
- Regino Herrera
- Arturo Martínez
- Victor Eberg